# 福岡市出身の人物一覧
福岡市出身の人物一覧（ふくおかししゅっしんのじんぶついちらん）は、福岡県福岡市出身の人物およびゆかりの人物の一覧。
太字は故人。福岡市に合併された町村の出身者も含む。

## 近現代以前の人物
- 謝国明（商人、杭州出身で博多に住んだ）
- 神谷宗湛（神屋宗湛）（商人・茶人）
- 島井宗室（嶋井宗室）（商人・茶人）
- 貝原益軒（本草学者・儒学者）
- 青柳種信（国学者）
- 野村望東尼（歌人・勤王家）
- 平野国臣（幕末の志士）
- 来島恒喜 （テロリスト、大隈重信の暗殺計画）

## 政官界
- 明石元二郎（日本陸軍大将、台湾総督）
- 上田清司（参議院議員、衆議院議員、埼玉県知事）
- 内田良平（活動家）
- 緒方禎己（第99代警視総監）
- 金子堅太郎（枢密顧問官、第10代司法大臣、第14代農商務大臣）
- 古賀潤一郎（衆議院議員）
- 佐々木正士郎（国土交通省国土政策局長、国土交通省大臣官房総括審議官）[1]
- 杉山茂丸（活動家）
- 頭山満（活動家）
- 中野正剛（衆議院議員）
- 中村格（第29代警察庁長官）
- 楢崎弥之助（衆議院議員、社会民主連合書記長）
- 野原諭（経産官僚、第15代商務情報政策局長）[2]
- 土生栄二（厚生労働官僚、厚生労働省大臣官房長、老健局長）
- 広田弘毅（第32代内閣総理大臣）
- 藤野保史（衆議院議員）
- 松本治一郎（部落解放運動指導者、元衆議院議員、参議院議員）
- 松本龍（第15代環境大臣、衆議院議員）
- 山岸金三郎（台東庁長）
- 山口英彰（第50代水産庁長官）
- 鰐淵洋子（参議院議員）

## 経済界
- 井上八郎右衛門（三菱電機副社長）
- 内海州史（キューエンタテインメント創業者・元CEO、元ワーナーミュージックジャパン社長、元サイバード社長、セガ副社長）
- 楠兼敬（日野自動車工業元社長、トヨタ自動車元副社長）
- 楠本修二郎（カフェ・カンパニー代表取締役社長、グッドイートカンパニー代表取締役社長、東の食の会代表理事）
- 久保田勇夫（西日本シティ銀行会長）
- 鈴木英夫（三菱マテリアル元副社長、三菱原子燃料元社長、元通産官僚）
- 團琢磨（実業家）
- 永竿哲哉　前（福岡国際空港社長）
- 箱島信一（朝日新聞社元社長、現特別顧問）
- 藤井徳夫（イフジ産業創業者・元社長）
- 松嶋啓介（シェフ、アクセレール社長）
- 松本健次郎（実業家）
- 村田邦彦（ピエトロ創業者・元社長）
- 安川敬一郎（安川財閥創始者、政治家）

## 学界
- 井元清哉（統計学者、東京大学教授）
- 上田敬博（医師、鳥取大学医学部附属病院高度救命救急センター教授）
- 大隅和雄（歴史学者、東京女子大学名誉教授）
- 大隅良典（東京工業大学栄誉教授、2016年ノーベル生理学・医学賞受賞）
- 葛西泰二郎（機械工学者、九州大学名誉教授、ラグビー日本代表監督）
- 軽部大（経営学者、一橋大学教授）
- 佐藤英明（法学者、神戸大学教授）
- 髙木強治（農学者、東京大学教授）
- 永谷敬三（経済学者、ブリティッシュコロンビア大学名誉教授）
- 平田光弘（経済学者、一橋大学名誉教授）

## 芸能・マスコミ

### 俳優
- 青木鶴子
- 池松壮亮
- 池松日佳瑠
- 伊佐山ひろ子
- 今田美桜
- 井桁弘恵
- 江藤漢斉
- 大石眞由
- 川上音二郎
- 小松政夫
- 下川辰平
- シンシア・ラスター（大島ゆかり）
- 進藤英太郎
- 杉狂児
- 薄田研二
- 瀬戸康史
- 高樹澪
- 武田鉄矢
- 谷口ゆうな
- 千葉真一
- 床嶋佳子
- 中村蒼
- 奈緒
- 西田奈津美
- 橋本環奈
- 牧瀬里穂
- 松尾政寿
- 松重豊
- 村上今日子
- 山口紗弥加
- 山本美月
- 山本道
- 米倉斉加年
- 蒼井優

### タレント・モデル・アイドル
- 生田衣梨奈（モーニング娘。)
- 岡部来亜
- KABA.ちゃん
- 川原ひろし（なんでんかんでんフーズ社長）
- 重盛さと美
- 瀬戸口祥侑（お笑いタレント、俳優）
- 瀬戸さおり（女優、ファッションモデル、タレント。俳優・瀬戸康史の妹）
- 竹田マキ（ファッションモデル、タレント）
- 竹山隆範
- タモリ
- 中村知世
- 那須ほほみ
- 西内まりや
- 博多華丸
- なかやまきんに君
- 橋本志穂
- 平井俊輔
- 深町健二郎
- 松元絵里花（ファッションモデル）
- 丸林広奈（モデルCanCam専属スター読者）
- 吉川千愛（元LinQ）
- 的野美青（櫻坂46）
- 与田祐希（元乃木坂46、タレント、ファッションモデル）
- 山本美月（女優、ファッションモデル）

### 歌手・ミュージシャン
- 梓みちよ
- 天野なつ（元LinQ）
- 伊東たけし
- 井上芳雄
- 尾形大作
- 甲斐よしひろ
- 川嶋あい（元i WiSH）
- 川尻蓮（JO1）
- KAN
- kiki vivi lily
- 草野マサムネ（スピッツ）
- 郷ひろみ
- 小柳ルミ子
- 財津和夫
- 酒井法子
- さユり
- 椎名純平
- 椎名林檎
- SHUNSUKE
- 杉真理
- 橘慶太（w-inds.）
- 田中一郎
- 田中れいな（LoVendoЯ、元モーニング娘。）
- 田原健一（Mr.Children）
- 田渕ひさ子
- 長澤知之
- 浜崎あゆみ
- 氷川きよし
- 姫野達也
- 藤原さくら
- fumika
- 古屋敬多（Lead）
- 森口博子
- 安岡優（ゴスペラーズ）
- 安永徹
- 山下恭長（ピース）
- 山下恭信（ピース）
- ヨナオケイシ
- りりィ
- 高橋真梨子

### 声優
- 上村典子
- 神崎ちろ
- さかいかな
- 田村ゆかり
- 野中藍
- 渕上舞
- 森なな子
- 山口勝平

### 宝塚歌劇団
- 春妃うらら（元花組娘役）
- 星乃あんり（元雪組娘役）
- 葉咲うらら（元宙組娘役）
- 乃々れいあ（月組娘役）
- 野々花ひまり（雪組娘役）

### アナウンサー
- 井上清華（フジテレビアナウンサー）
- 井上公造（芸能リポーター）
- 内田侑希（ウェザーニュースLiVEキャスター）
- 大神いずみ（フリーアナウンサー）
- 大坪千夏（フリーアナウンサー）
- 佐藤紀子（テレビ朝日アナウンサー）
- 生野陽子（フジテレビアナウンサー）
- 橘しんご（ディスクジョッキー）
- 堤信子（フリーアナウンサー）
- 戸北美月（ウェザーニュースLiVEキャスター）
- 中根夕希（中国放送アナウンサー）
- 林田真心子（元福岡放送アナウンサー）
- 福田典子（テレビ東京アナウンサー）
- 藤本万梨乃（フジテレビアナウンサー）
- 牧野誠三（元読売テレビアナウンサー）
- 宮司愛海 （フジテレビアナウンサー）
- 宮瀬茉祐子 (フリーアナウンサー)
- 山野本竜規（元琉球放送アナウンサー）
- 吉岡直子（CBCテレビアナウンサー）

## 文学
- 赤川次郎（小説家）
- 伊藤野枝（小説家、婦人解放運動家）
- 梅崎春生（小説家）
- 大原恒一（ロシア文学者、翻訳家、実業家、元コロンビア大学客員教授、ニコライ・ネクラーソフ研究、翻訳の第一人者）
- 大西巨人（小説家）
- 岡松和夫（小説家）
- 白石一文（小説家）
- 白石文郎（小説家）
- 那珂太郎（詩人）
- 野阿梓（小説家）
- 畑正憲（小説家）
- 花田清輝（文芸評論家）
- 林葉直子（小説家、元女流棋士）
- 藤原智美（小説家）
- 夢野久作（小説家、詩人）

## 芸術
- 小川規三郎（博多織職人）
- 鹿児島寿蔵（人形作家、歌人）
- 児島善三郎（洋画家）
- 末政ひかる（キャラクターデザイナー）
- Daisuke ART（ライブペインター）
- 谷口亮（2020年東京オリンピック・パラリンピック公式マスコットキャラクターをデザインしたイラストレーター）
- 土佐尚子（現代美術家）
- 冨田溪仙（日本画家）
- 中村勝弥（ファッションデザイナー）
- 中村信喬（人形作家）
- 山崎朝雲（彫刻家）

## 映画
- 石井岳龍（映画監督）
- 川島透（映画監督）
- 下畑和秀（特殊造型スタッフ）
- 山本邦彦（映画監督）
- 吉本昌弘（脚本家）

## 漫画家
- うえやまとち（漫画家）
- 内田かずひろ（漫画家）
- 岡野史佳（漫画家）
- 奥浩哉（漫画家）
- 春日光広（漫画家）
- きうちかずひろ（漫画家）
- 木内一雅（漫画原作者）
- くつぎけんいち（漫画家）
- 倉田真由美（漫画家）
- 小林よしのり（漫画家）
- 中島健志（漫画家）
- 篠塚ひろむ（漫画家）
- 末次由紀（漫画家）
- 月島冬二（そらみみくろすけ、イワシタシゲユキ）（漫画家）
- 中西やすひろ（漫画家）
- 永松潔（漫画家）
- 長谷川法世（漫画家）
- 長谷川町子（漫画家）
- 畑健二郎（漫画家）
- 穂月想多（漫画家）
- 山田圭子（漫画家）

## スポーツ選手

### 野球・ソフトボール
- 相川良太（元プロ野球選手）
- 伊藤義弘（元プロ野球選手）
- 井﨑燦志郎（プロ野球選手）
- 稲川誠（元プロ野球選手）
- 井上修（元プロ野球選手）
- 岩田将貴（プロ野球選手）
- 上園啓史（元プロ野球選手）
- 上野由岐子（ソフトボール選手）
- 内野海斗（プロ野球選手）
- 大畑徹（元プロ野球選手）
- 岡本健治（元プロ野球選手）
- 小椋真介（元プロ野球選手）
- 甲斐雄平（元プロ野球選手）
- 笠原将生（元プロ野球選手）
- 笠原大芽（元プロ野球選手）
- 辛島航（プロ野球選手）
- 川﨑義文（元プロ野球選手）
- 川原弘之（プロ野球選手）
- 喜田剛（元プロ野球選手）
- 木下里都（プロ野球選手）
- 久保裕也（元プロ野球選手）
- 坂本裕哉（プロ野球選手）
- 定岡卓摩（元プロ野球選手）
- 篠原貴行（元プロ野球選手）
- 縞田拓弥（元プロ野球選手）
- 新庄剛志 (SHINJO) （元プロ野球選手）
- 瀬戸輝信（元プロ野球選手）
- 髙城俊人（元プロ野球選手）
- 田中和基（プロ野球選手）
- 田中賢介（元プロ野球選手）
- 寺田陽介（元プロ野球選手）
- 東野葵（元プロ野球選手）
- 中尾敏浩（元プロ野球選手）
- 仲田慶介（プロ野球選手）
- 中村恭平（元プロ野球選手）
- 花田真人（元プロ野球選手）
- 浜地真澄（プロ野球選手）
- 林亮介（元社会人野球選手）
- 伴勇資（プロ野球選手）
- 福田満樹（海外独立リーグ野球選手）
- 福田夏央（独立リーグ野球選手）
- 藤井将雄（プロ野球選手）
- 古本武尊（元プロ野球選手）
- 星野恒太朗（プロ野球選手）
- 三浦銀二（プロ野球選手）
- 三嶋一輝（プロ野球選手）
- 水上靜哉（元プロ野球選手）
- 簑原宏（プロ野球選手）
- 森雄大（元プロ野球選手）
- 山﨑剛（プロ野球選手）
- 山下舜平大（プロ野球選手）
- 山城航太郎（プロ野球選手）
- 山元保美（元プロ野球選手）
- 吉川光夫（プロ野球選手）
- 龍憲一（元プロ野球選手）

### サッカー
- 浦十藏（プロサッカー選手）
- 近藤徹志（元プロサッカー選手）
- 坂井達弥（プロサッカー選手、日本代表経験者）
- 鈴木惇（プロサッカー選手）
- 田代有三（元プロサッカー選手、日本代表経験者）
- 田中達也（プロサッカー選手）
- 千代反田充（元プロサッカー選手）
- 冨安健洋（プロサッカー選手、日本代表経験者）
- 野田隆之介（プロサッカー選手）
- 藤本一輝（サッカー選手）
- 奈良崎寛（元プロサッカー選手）
- 真子秀徳（元プロサッカー選手）
- 牟田雄祐（プロサッカー選手）
- 安川有（元プロサッカー選手）
- 山口和樹（元プロサッカー選手）
- 吉原正人（プロサッカー選手）

### バスケットボール
- 青木康平（元プロバスケットボール選手）
- 竹野明倫（プロバスケットボール選手）
- 堤啓士朗（プロバスケットボール選手）
- 徳永林太郎（プロバスケットボール選手）
- 中園隆一郎（プロバスケットボール選手）

### ラグビー
- 麻生彰久（ラグビーレフリー）
- 祝原涼介（ラグビー選手）
- 梶木真凜（女子ラグビー選手）
- 五郎丸歩（ラグビー選手）
- 五郎丸亮（元ラグビー選手）
- 高尾時流（ラグビー選手）
- 津岡翔太郎（ラグビー選手）
- 土山勇樹（ラグビー選手）
- 殿元政仁（ラグビー選手）
- 下川甲嗣（ラグビー選手）
- 永田花菜（女子ラグビー選手）
- 福井翔大（ラグビー選手）

### 格闘技
- 斎村五郎（剣道十段）
- 西村拳（空手選手）
- 宮原美穂（空手選手）
- 谷亮子（柔道選手）
- 中村佳央（柔道選手）
- 中村行成（柔道選手）
- 中村兼三（柔道選手）
- 佐々木健介（プロレスラー）
- 筑前りょう太（プロレスラー）
- 中嶋勝彦（プロレスラー）
- 宮原健斗（プロレスラー）
- 小戸ヶ岩龍雄（幕内力士）
- 九州海清（十両力士）
- 琴乃峰篤実（十両力士）
- 飛天龍貴信（十両力士）
- 式守厚介（行司）
- 有永政幸（元プロボクサー）
- 黒木優子（プロボクサー）
- 越本隆志（元プロボクサー）
- 坂本博之（元プロボクサー）：生まれは田川市
- パンサー柳田（元プロボクサー）
- 本田ななか（キックボクサー）

室内競技
- 秋山エリカ（新体操元選手・現指導者）

### 陸上競技
- 谷川真理（陸上競技長距離走・マラソン選手、タレント）
- 鯉川なつえ（陸上競技長距離走元選手、現指導者）

### 馬術競技
- 田中利幸（総合馬術選手）

### テニス
- 園田彩乃（プロテニス選手）

### ゴルフ
- 福山恵梨（プロゴルファー）
- 福田真未（プロゴルファー）

## その他
- 小島武夫（プロ雀士）
- 副島隆彦（評論家）
- 田中カ子（スーパーセンテナリアン、ギネス世界記録保持者）
- 濱野賢一朗 （教育、リナックスアカデミー 学校長）
- 藤井実彦（右翼活動家）
- 古野弥生（1960年ミス・ユニバース日本代表）
- 渡辺裕介（競艇解説者）
- 谷豊（盗賊）